# 西曼 (狗)
西曼（英文：Seaman）是一頭黑色的紐芬蘭犬，由美國探險家、軍人梅里韋瑟·劉易斯在他的劉易斯與克拉克遠征展覽中以$20美元買下。這頭狗原本打算取名「Scannon」不過最後還是取名「Seaman」。
在展覽期間（約1805年5月14日），兩名上尉梅里韋瑟·劉易斯和威廉·克拉克在西曼的後腿動脈做外科手術（因為西曼被海狸咬傷）。在1806年初，展覽隨著旅行結束之際，西曼被印第安人偷走了。梅里韋瑟·劉易斯罕有地威脅印第安人，除非他們將西曼交還，否則就一把火燒掉他們的村落。

## 外部連結
- 西曼在「Lewis and Clark Trail」網的資料 （页面存档备份，存于）
- 西曼在公共電視網（PBS）的資料 （页面存档备份，存于）